# Saint-Brice-sous-Rânes
Saint-Brice-sous-Rânes település Franciaországban, Orne megyében. Lakosainak száma 139 fő (2022. január 1.). Saint-Brice-sous-Rânes Joué-du-Plain, Lougé-sur-Maire, Rânes, Sevrai és Écouché-les-Vallées községekkel határos.

## Népesség
A település népessége az elmúlt években az alábbi módon változott:
| Lakosok száma | 140  | 135  | 138  | 136  | 137  | 135  | 134  | 134  | 139  |
|               | 2013 | 2015 | 2016 | 2017 | 2018 | 2019 | 2020 | 2021 | 2022 |